# Adam Setliff
Adam Setliff (ur. 15 grudnia 1969 w El Dorado, w stanie Arkansas) – amerykański lekkoatleta, dyskobol.

## Osiągnięcia
- 12. miejsce podczas igrzysk olimpijskich (Atlanta 1996)
- 7. lokata na mistrzostwach świata (Sewilla 1997)
- 2. miejsce w Finale Grand Prix IAAF (Fukuoka 1997)
- 5. lokata podczas igrzysk olimpijskich (Sydney 2000)
- 5. miejsce na mistrzostwach świata (Edmonton 2001)
- 6. lokata w pucharze świata (Madryt 2002)

## Rekordy życiowe
- rzut dyskiem – 68,94 m (2001)